# Phan Tấn Cẩn
Phan Tấn Cẩn (chữ Hán: 蕃進謹, 23 tháng 8, 1752 - 3 tháng 7, 1816) tước Cẩn Tín hầu, là một nhà chính trị, công thần khai quốc nhà Nguyễn. Ông theo phục vụ quân đội chúa Nguyễn Ánh trong cuộc chiến với Tây Sơn. Khi chiến tranh kết thúc và nhà Nguyễn được thành lập, ông làm quan dưới triều vua Gia Long. Năm 1803, ông vâng mệnh vua đúc Cửu vị thần công - biểu tượng sức mạnh của nhà Nguyễn.

## Tiểu sử
Ngài Cẩn Tín hầu Phan Tấn Cẩn sinh ra và lớn lên tại làng Đốc Sơ (nay thuộc phường An Hòa, thành phố Thừa Thiên - Huế). Sách Đại Nam liệt truyện chính biên do Quốc Sử Quán triều Nguyễn biên soạn, chép khá vắn tắt về cuộc đời của cụ:
"Phan Tiến Cẩn, người huyện Hương Trà, phủ Thừa Thiên, có tiếng là quan lại giỏi, lúc đầu vào Gia Định bổ làm Câu kê ty nội sứ ở Chính doanh. Năm Bính Thìn (1796), theo chức cũ sung làm Ứng hậu ở hậu điện, thăng làm Cai bạ coi quản việc Đồ gia, coi các thợ đúc đồ binh khí, rồi thăng Tham tri bộ Công kiêm lý Đồ gia. Có tội phải thiên xuống làm Cai bạ nhưng vẫn kiêm lý Đồ gia. Năm thứ 12 (1813), được khởi phục làm Tham tri bộ Công, vẫn kiêm coi việc Đồ gia như cũ. Mùa đông năm thứ 14 (1815), vì ốm nên xin về hưu, được vào chầu hầu, rồi chết. Con là Tiến Kế".
Cụ Cẩn Tín hầu sinh vào ngày 15 tháng 07 âm lịch năm Nhâm Thân, tức ngày 23 tháng 8 năm 1752, vào thời kỳ chấp chính của chúa Nguyễn Phúc Khoát (1738 - 1765) ở Đàng Trong. Theo gia phả của họ Phan hiện đang lưu giữ tại nhà thờ Nhánh của dòng họ Phan Tấn và những dòng chữ khắc trên bia mộ thì ngài có tên húy là Hoát (豁), tên chữ là Cẩn (謹). Tuy nhiên, sách Đại Nam thực lục, Đại Nam liệt truyện chính biên lại chép tên cụ là Phan Tiến Cẩn (潘 進 謹). Thân sinh của cụ là ông Phan Tấn Bửu (1709 - 1757) và bà Nguyễn Thị Thích, là cháu nội của ông Phan Tấn Sĩ, trưởng nhánh 4 (nhánh út) dòng họ Phan Tấn làng Đốc Sơ. Như vậy, thì ông thuộc đời thứ 3.
Lúc lên sáu tuổi thì thân phụ mất, mẹ lưu lạc, ông phải theo mẹ kế là bà Nguyễn Thị Trấp về ở với ông Cai đội Lương Văn Miên và theo "học nghề rèn, rồi học chữ cho đến năm 15 tuổi". Đến năm Tân Mão 1771, ông Lương Văn Miên cưới vợ cho ngài là bà Mai Thị Thục, trưởng nữ của ông Mai Đức Đàm, quê ở Vạn Xuân, Hương Trà, Thừa Thiên.
Năm Mậu Thân (1788), ông vâng lệnh chúa Nguyễn Ánh chế tạo binh khí và sắm sửa quân nhu. Đến năm 1792, ông được thăng chức Chánh dinh nội lệnh ty câu kê, tước là Cẩn Tín bá. Cũng thời điểm này, ông được đặc trách cùng một số vị quan lại khác nhận trách nhiệm thu thuế, thu mua lúa gạo, cau và một số vật phẩm khác để phục vụ cho quân đội. Đến năm Bính Thìn (1796), sung chức Ứng hậu ở hậu điện, cùng năm đó, ông vâng lệnh chúa Nguyễn Ánh ra đảo Phú Quốc nghinh rước bà Hiếu Khang hoàng hậu cùng với bà Mai Thị Thục. Với tài năng, đức độ của mình, ông được quân sĩ hết lòng cảm phục, thương yêu và quý trọng. Do đạt được nhiều thành tích, năm 1799, ngài được thăng Chánh dinh Cai bạ, thuộc Nội cai đội quản Đồ gia, tham gia vào việc đúc binh khí, súng đạn kiêm quản lý chế tạo tàu thuyền, quân nhu. Sau ngày vua Gia Long đánh bại vương triều Tây Sơn, thống nhất hải vũ, định đô ở Phú Xuân (Huế), thì ông cùng với gia quyến trở về cố hương sau bao năm dài xa cách, và đến năm 1801, "ông được thăng Chánh dinh cai bạc thập".
Năm Quý Hợi (1803), ông được thăng Tham tri bộ Công kiêm lý Đồ gia, cùng thời điểm này ông được giao trọng trách cùng với Nguyễn Văn Khiêm, Hoàng Văn Cẩn, Cái Văn Hiếu đúc bộ Cửu vị thần công.

## Đúc Cửu vị thần công
Sách Đại Nam thực lục cho biết về bộ Cửu vị thần công này như sau:
"Quý Hợi, Gia Long năm thứ 2 (1803)... đúc chín khẩu súng bằng đồng (lấy bốn mùa và năm hành mà đặt tên, cái thứ nhất là Xuân, nặng hơn 17.700 cân, cái thứ hai là Hạ, nặng hơn 17.200 cân. Cái thứ ba là Thu, nặng hơn 18.400 cân, cái thứ tư là Đông, nặng hơn 17.800 cân, cái thứ năm là Mộc, nặng hơn 17.100 cân, cái thứ sáu là Hỏa, nặng hơn 17.200 cân, cái thứ bảy là Thổ, nặng hơn 17.800 cân, cái thứ tám là Kim, nặng hơn 17.600 cân, cái thứ chín là Thủy, nặng hơn 17.200 cân). Đúc xong, làm bài minh để ghi".
Như vậy, chín khẩu súng bằng đồng này, về tên gọi đều có tên riêng, được đặt theo tên của bốn mùa (Xuân, Hạ, Thu, Đông) và tên của Ngũ hành (Kim, Mộc, Thủy, Hỏa, Thổ), khẩu nặng nhất có trọng lượng là 18.400 cân, khẩu nhẹ nhất 17.100 cân. Cả chín khẩu này có chiều dài là 5,10m, "đường kính nòng 0,23m, nòng dày 0,034m, phía sau đo vòng quay được 2,60m. Trên thân súng có sáu gờ nổi, có trang trí tám dải hoa văn chạy quay thân súng. Giữa thân súng có gắn hai quai khắc hình hai con lân, uốn cong hình dấu ngã". Vào năm 1816, vua Gia Long đặt tên cho các khẩu súng này là Thần oai vô địch thượng tướng quân.
Về tên tuổi của những người tham gia trong hội đồng đốc công chế tạo súng thì sách Đại Nam thực lục không thấy đề cập đến. Tuy nhiên, trên phần thân súng vẫn còn thấy rõ tên tuổi, chức tước của bốn người đảm trách nhiệm vụ đúc súng, trong đó có Ngài Cẩn Tín hầu Phan Tấn Cẩn: "工 部 參 知 兼 理 圖 家 謹 信 侯 臣 潘 晉 謹 奉 董 飭". "Công bộ Tham tri kiêm lý đồ gia Cẩn Tín hầu thần Phan Tấn Cẩn phụng đổng sức".
Năm 1914, trên tập san nghiên cứu Bulletin Des Amis Du Vieux Hue (BAVH), Giáo sư H. Lebris có đăng bài khảo cứu "Các súng thần công của Kinh thành Huế". Đây là bài viết khá công phu và tỉ mĩ, mà tác giả là một học giả người Pháp đã cho người đọc thấy rõ từ thời gian, quá trình đúc, kích cỡ, trọng lượng súng, cách hướng dẫn nạp đạn đến quá trình di dời súng cũng như sự kính trọng của quân dân trước bộ "Thần oai vô địch" này. Đề cập đến hội đồng đúc súng này, tác giả đưa ra một nhận xét khá lý thú rằng:
"Cần để ý đến các chức tước phong cho những giám thị đúc súng gồm có hai phần: các chức hầu là ngang với marquis và các tên của các quan lại như Khiếm hòa, Cẩn thận, Hiếu thuận, Cẩn tín và tên ghép của người đúc tính do vua đặt và phong cho. Như vậy, chức tước vua ban cho ông Nguyễn Văn Khiêm thiếu tướng, một marquis đáng kính nể và Hoàng Văn Cẩn là đại úy marquis, người cẩn thận tước của ông Ích Văn Hiếu, trung úy, và ông Phan Tấn Cẩn, Tham tri bộ Công cẩn mật và đáng tin".
Như vậy, để đúc thành công 9 khẩu súng Thần oai vô địch này, vua Gia Long đã rất thận trọng, tinh tuyển lựa chọn ra những con người ưu tú nhất, không chỉ vững vàng về trình độ chuyên môn mà còn hội tụ những đức tính cao đẹp (Khiêm hòa, Cẩn thận, Hiếu thuận, Cẩn tín) để có thể đặt trọn vẹn niềm tin vào họ. Thật vậy, bộ Cửu vị thần công là một kiệt tác bằng đồng có giá mỹ thuật hết sức quý báu, chắc hẳn ngày xưa triều đình đã phải trưng tập, huy động một lực lượng nhân công khá lớn và có trình độ chuyên môn cao. Để trở thành sản phẩm như chúng ta thấy được ngày hôm nay, hẳn cả một ekip phải làm việc không biết mệt mỏi, từ khâu thiết kế bản vẽ đến tính toán hàm lượng đồng sử dụng, hình ảnh, họa tiết trang trí được cân nhắc hết sức tỉ mĩ. Đây là quá trình chuyển hóa những ý tưởng từ trên bản vẽ đến việc tạo khuôn, nấu đồng... cho đến lúc thành phẩm. Rõ ràng, đây là công lao của sự hiệp sức một đội ngũ lành nghề và vai trò của cụ Phan Tấn Cẩn trong hội đồng đúc súng này chiếm một vị trí rất quan trọng.

## Qua đời
Ngày mồng 09 tháng 06 âm lịch năm Bính Tý, tức ngày 3 tháng 7 năm 1816, sau một thời gian an dưỡng, cụ Phan Tấn Cẩn thọ bệnh, thuốc thang không thuyên giảm và đã trút hơi thở cuối cùng vào hồi bốn giờ chiều, hưởng thọ 65 tuổi. Khi hay tin cụ qua đời, vua Gia Long vô cùng thương xót, lệnh cấp ban tiền tuất, vải vóc, gấm lụa, sai quan đến tế. Linh cửu quàn tại tư gia cho đến tháng 11 mới an táng. Mộ ngài táng tại xứ Mụ Kiểm, tục gọi là lăng Đôi.

## An táng
Đối với làng xã, quê hương bản quán, ông có công lao rất lớn trong việc chăm lo đời sống, ổn định sản xuất của nhân dân. Đương thời, ông đã cho đào hệ thống kênh mương nước "dẫn thủy nhập điền", bắt đầu từ làng Đốc Sơ kéo dài về đến vùng Hương Cần, nhằm phục vụ việc tưới tiêu cho ruộng lúa, hoa màu, tiêu úng thoát lũ trong mùa mưa bão và đảm bảo nhu cầu về nguồn nước dùng cho sinh hoạt của cư dân trong vùng. Ngoài ra, ông còn phát tâm nguyện tu sửa đình chùa, miếu mạo, hỗ trợ chăm lo cho những hoàn cảnh éo le, gia đình gặp khó khăn... Sinh thời, cụ là một người sống nguyên tắc, rất nghiêm khắc, dạy dỗ con cháu có khuôn phép, tôn ti trật tự rất rõ ràng. Với bà con lối xóm, cụ đối xử hết mực thương yêu. Để tưởng nhớ công ơn to lớn của ông, làng đã thiết trí một số ruộng đất hương hỏa để thường năm con cháu lo giỗ kỵ cho ngài. Làng, họ như thường lệ cứ hễ đến ngày húy kỵ của ngài đều sắm sửa lễ phẩm đến bái vọng ngài. Ngày nay, nhiều thế hệ ở Đốc Sơ vẫn còn truyền tụng nhiều giai thoại về cụ với tất cả sự ngưỡng vọng, lòng kính trọng về một người con ưu tú của làng.
Hiện phần mộ của cụ bị nước ngập chìm với độ sâu hơn 32 cm. Nguyên phần đất này có tên là xứ Mụ Kiểm, ngày xưa là cánh đồng canh tác ruộng lúa, hoa màu của làng Đốc Sơ. Sau này cùng với quá trình mở rộng thành phố Huế, nơi đây đón nhận nhiều luồng dân cư đến định cư sinh sống. Quá trình đắp nền, nâng móng xây dựng nhà cửa của nhiều hộ dân lân cận đã vô tình biến phần đất này thành một vùng đất trũng, ngập nước.
Phần mộ của Cụ Phan Tấn Cẩn tọa lạc ở cuối Kiệt số 62, đường Nguyễn Văn Linh, phường An Hòa, Huế. Đây là khu mộ có quy mô khá hoành tráng, trên một mặt bằng diện tích khoảng chừng 150m2, mộ quay về hướng Bắc (hơi chệch về phía Đông). Diện mạo của khu lăng mộ này còn khá nguyên vẹn, dấu vết của hai lần trùng tu vào năm 1991 và năm 2002 theo chúng tôi nhận biết về cơ bản không làm biến dạng nhiều về cả quy mô, bố cục lẫn phong cách kiến trúc của lăng mộ. Trong cả hai lần trùng tu đó, con cháu trong trong họ tộc chỉ sửa sang, kiến thiết một số chi tiết nhỏ như dựng thêm tấm bia bằng chữ Quốc ngữ gắn liền với tấm bình phong hậu, xây dựng hệ thống thành bao bọc phía ngoài tránh sự xâm hại từ các tác nhân bên ngoài. Ngoài ra, phía trước mộ còn xây thêm hệ thống hành lang bảo vệ mặt tiền của ngôi mộ. Dựa vào phong cách kiến trúc, vật liệu, kỹ thuật xây dựng cũng như nghệ thuật trang trí, đặc biệt kiểu hình nấm mộ hiện còn góp phần xác nhận thời điểm xây dựng. Theo thiển ý của chúng tôi, thì khu mộ này có phong cách khá đặc trưng, mà thực tế niên đại tương đối có thể xác định thì được xây dựng vào buổi đầu của thời kỳ nhà Nguyễn, tức vào khoảng nửa đầu thế kỷ XIX.
Qua kiểu thức phần mộ hình của lăng ngài Phan Tấn Cẩn có thể thấy được rằng mô thức kiến trúc này thể hiện tính điển hình trong phong cách xây dựng lăng mộ cuối thời chúa Nguyễn đến đầu thời các vua Nguyễn, mà trên thực tế kiểu thức này còn tồn tại khá ít trên vùng đất Thừa Thiên Huế.